# Sultan
Sultan (in arabo: سلطان, Sulṭān) è un nome proprio di persona arabo maschile.

## Varianti
- Femminili: سلطانة (Sultana)[1]

## Origine e diffusione
Significa semplicemente "sultano", ovverosia "re", "capo". Ha quindi lo stesso significato dei nomi Rex, Basileo, Brenno, Malik, Zoltán e, al femminile, Regina, Rhiannon e Basilissa.

## Onomastico
Non esistono santi che portano questo nome, quindi è adespota. L'onomastico può essere festeggiato in occasione di Ognissanti, il 1º novembre.

## Persone
- Sultan Abdulmajeed Alhabashi, atleta saudita
- Sultan al-Atrash, rivoluzionario siriano
- Sultan bin Salman Al Sa'ud, astronauta saudita
- Sultan bin 'Abd al-'Aziz Al Sa'ud, principe e politico saudita
- Sultan ibn Munqidh, politico siriano
- Sultan Kösen, cestista turco